# Трамвай Оклахома-Сіті
Трамвай Оклахома-Сіті (англ. Oklahoma City Streetcar) — трамвайна мережа в місті Оклахома-Сіті, штат Оклахома, США.

## Мережа
Розмови про будівництво трамвайної мережі в місті почалися у 2005 році, але ніяких конкретних дій не було, доки місцевий політик не вніс до міської ради план спорудження трамвайної мережі. Фінансувати будівництво планувалося коштом програми розвитку міста MAPS 3. Міська рада замовила опитування мешканців міста з приводу будівництва трамвайної мережі, яке виявило велику підтримку проекту з боку містян. У грудні 2016 року рада уклала контракт на спорудження трамвайної інфраструктури, будівництво якої розпочалося на початку наступного року. Офіційна церемонія відкриття сталася 14 грудня 2018 року. Сучасна лінія побудована петльовою та одноколійною, мережа обслуговує центральну частину Оклахома-Сіті. Вартість будівництва склала 136 млн доларів.

## Рухомий склад
Спочатку планувалася закупівля 5 сучасних трамваїв чеського виробництва, але через те що компанія Inekon Trams не змогла вчасно надати необхідну інформацію, міська рада вирішила розпочати перемовини з іншою компанією. В березні 2016 року був підписаний контракт на поставку 5 вагонів, але вже в травні замовлення розширили до 6 одиниць. На початку 2017 року міська влада вирішила докупити ще один вагон. Перший трамвай надійшов до міста 12 лютого 2018 року, до кінця вересня того ж року були поставлені 6 з 7 трамваїв. З моменту відкриття мережу обслуговують 7 сучасних зчленованих низькопідлогових трамваїв Brookville Liberty обладнаних акумуляторами для автономного ходу. Рухомий склад пофарбований в різні кольори; 3 вагони у червоний колір та по 2 у синій та зелений.

## Режим роботи
Працює з понеділка по четвер з 6:00 до півночі, у п'ятницю з 6:00 до 2:00, у суботу з 7:00 до 2:00 та у неділю з 11:00 до 19:00. Вартість проїзду — 1 долар, для пільгових категорій — 50 центів, діти до 7 років — безкоштовно.